# Bastetodon
Bastetodon (що означає «зуб Бастета») — вимерлий рід хижих гієнодонтових ссавців з ранньоолігоценової формації Джебель Катрані в Єгипті. Рід містить один вид, B. syrtos, який спочатку був віднесений до роду Pterodon. Bastetodon був розміром як сучасні леопарди. Ймовірно, він мав величезну силу укусу, оскільки його щелепи мають широко вигнуті виличні дуги та міцні точки прикріплення м'язів. Ймовірно, він мав величезну силу укусу, оскільки його щелепи мають широко вигнуті виличні дуги та міцні точки прикріплення м'язів. Приблизно 30 мільйонів років тому клімат у всьому світі став холоднішим. Бастетодону довелося адаптуватися до нових умов навколишнього середовища, а також захистити себе від прониклих предків сучасних великих котів.